# Ламбда сонда
Ламбда сонда (λ сонда) е наименование на електронен датчик, който измерва пропорционалното съдържание на кислород в даден газ (или течност).
Най-честото приложение на ламбда сондата е във двигателите с вътрешно горене, където се използва за реализиране на обратна връзка в електронното управление. Тя позволява да се оцени количеството останало неизгоряло гориво, или остатъчния кислород в газообразните продукти от изгарянето. Тя се използва също в системите за контрол на изгорелите газове при системи за отопление с дърва (дървесни частици), биомаса, пелети, природен газ и при дизелови двигатели.
Заслугата за изобретяването на това устройство е на фирмата Bosch, която започва серийното производство през 1976 г. след седемгодишни изследвания. Първите екземпляри са монтирани на американските версии на леки коли Volvo 240/260.
Ламбда сондата от прагов тип действа на принципа на галваничен елемент (или твърдооксиден топливен елемент) с твърд електролит във вид на керамика от циркониев диоксид (ZrO2) (или титанов диоксид). Циркониевият диоксид е легиран с итриев или скандиев оксид, поради което придобива йонна проводимост за кислородните йони O2−.
При използване в ДВГ сондата се монтира в изходящия тракт на автомобила (ауспуха), обикновено пред катализатора. Тя подава електронен сигнал към управляващото устройство (ECU), отразяващ съдържанието на кислород в изходящите газове. По него управляващото устройство се ориентира дали подаваната в двигателя горивна смес е обогатена или обеднена, и съответно коригира консистенцията, ако е необходимо.